# Bruceharrisonius
Bruceharrisonius is een geslacht van steekmuggen (Culicidae). De wetenschappelijke naam van het geslacht is voor het eerst geldig gepubliceerd in 2003 door John F. Reinert.
Reinert beschreef Bruceharrisonius oorspronkelijk als een ondergeslacht van het geslacht Ochlerotatus, en de soorten die hij erin onderbracht waren voorheen in het ondergeslacht Finlaya van Ochlerotatus geplaatst. De naamgeving is een eerbetoon aan Bruce A. Harrison, een Amerikaans entomoloog die belangrijke bijdragen leverde aan de biosystematiek van de steekmuggen, vooral die uit het geslacht Anopheles.

## Soorten
- B. alektorovi (Stackelberg, 1943)
- B. aureostriatus (Doleschall, 1857)
- B. christophersi (Edwards, 1922)
- B. doonii (Wattal, Bhatia & Kalra, 1958)
- B. greenii (Theobald, 1903)
- B. hurlbuti (Lien, 1967)
- B. okinawanus (Bohart, 1946)
- B. taiwanus (Lien, 1968)

## Verspreiding
Deze steekmuggen komen voor in Azië: China, Zuid-Korea, oostelijk Rusland, Japan, Taiwan, Nepal, Thailand, India, Sri Lanka, Indonesië, Maleisië, Papoea-Nieuw-Guinea, de Filipijnen. Onvolwassen dieren worden vooral aangetroffen in boomholten en bamboestompen.